# Baltský region

Mapa Baltského moře

Baltský region je nejednoznačný pojem označující různé kombinace zemí obklopující Baltské moře.

## Etymologie
Název regionu je odvozen od Baltského moře (Mare Balticum), které v jedenáctém století pojmenoval německý kronikář

## Označení
V závislosti na kontextu může Baltský region znamenat:
- země Baltského moře – země, které mají přístup k Baltskému moři: Dánsko, Estonsko, Finsko, Litva, Lotyšsko, Německo, Polsko, Rusko a Švédsko.
- současné (po)baltské státy – Estonsko, Litva, Lotyšsko, někdy včetně Ruska díky Kaliningradské exklávě
- Východní Prusko a historické země Livonsko, Kuronsko, a Estonsko (Švédské Estonsko a Ruské Estonsko)
- Balticum – geografický pojem existující v několika jazycích, včetně severogermánských a němčiny, který obvykle označuje území zahrnující dnešní Estonsko, Lotyšsko a Litvu. V některých případech zahrnuje pojem Balticum historické nebo kulturní země dobyté Německem nebo provincie Estonska Livonsko a Kuronsko a Latgale (odpovídající dnešnímu Estonsku a Lotyšsku), stejně jako někdy východní Prusko, zatímco Litva je někdy vynechaná.
- bývalou baltskou provincii Ruského impéria – Baltské státy, včetně některých částí Polska
- celé východní pobřeží Baltského moře, baltské státy a Kaliningrad, včetně Finska
- Rada států Baltského moře – země Baltského moře, včetně Norska, Islandu